# 제임스 도니
제임스 다우니(James Downey, 1952년 10월 6일 ~ ) 혹은 짐 다우니(Jim Downey)는 미국의 배우, 각본가이다.

## 작품 목록

### 영화
- 데어 윌 비 블러드 (2007) - 앨 로즈 역

### 텔레비전
- 새터데이 나이트 라이브 (1977-80, 1984–98, 2000-13) - 제작, 대본, 출연
- Saturday Night Live in the 2000s: Time and Again (2010) - 본인 (TV 스페셜)